# Sergei Gennadjewitsch Slawnow

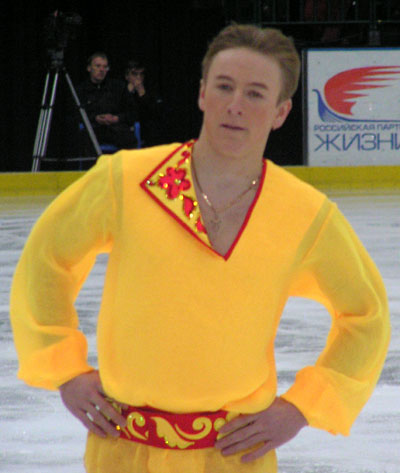
Sergei Slawnow

Sergei Gennadjewitsch Slawnow (russisch Сергей Геннадьевич Славнов; * 11. März 1982 in Leningrad, Sowjetunion) ist ein russischer Eiskunstläufer.
Sergei Slawnow begann im Alter von fünf Jahren mit dem Eiskunstlaufen. Im Alter von 16 Jahren wechselte er zum Paarlauf. Er und seine Partnerin Julija Obertas sind Vizeeuropameister 2005 im Eiskunstlauf der Sportpaare. Bevor er 2003 mit Julija Obertas zusammen fand, lief er mit Julija Karbowskaja.
Obertas/Slawnow starten für den Jubilejni Sportklub und werden seit Herbst 2006 wieder von ihrer früheren Trainerin Ljudmila Welikowa betreut. Zeitweise hatten sie bei Tamara Moskwina trainiert.
Aufgrund einer Verletzung Obertas' konnte sich das Paar nicht für die WM 2007 qualifizieren und pausieren in der Saison 2007/08.

## Erfolge/Ergebnisse im Paarlauf mit Julija Obertas

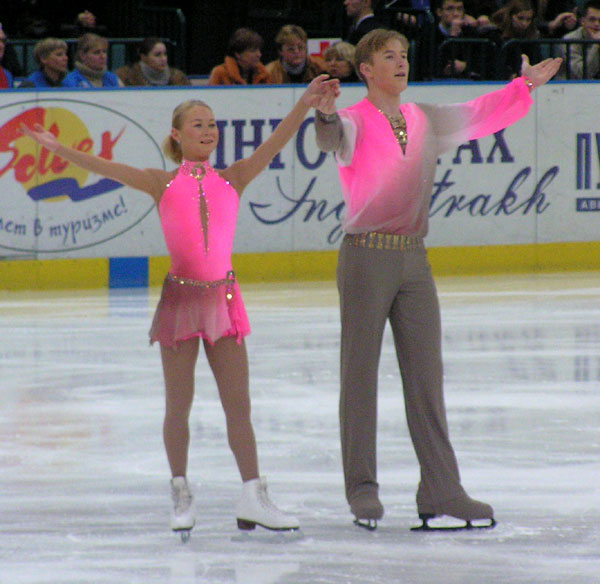
Slawnow mit seiner Partnerin Julia Obertas

### Olympische Winterspiele
- 2006 – 8. Rang

### Weltmeisterschaften
- 2004 – 7. Rang
- 2005 – 5. Rang
- 2006 – 8. Rang

### Europameisterschaften
- 2004 – 4. Rang
- 2005 – 2. Rang
- 2006 – 4. Rang

### Juniorenweltmeisterschaften
- 2001 – 4. Rang mit Julija Karbowskaja
- 2002 – 2. Rang mit Julija Karbowskaja
- 2003 – 5. Rang mit Julija Karbowskaja

### Russische Meisterschaften
- 2004 – 3. Rang
- 2005 – 3. Rang
- 2006 – 2. Rang
- 2007 – 2. Rang